# Antonio Minturno
Antonio Sebastiani Minturno (Traetto, 1500 – Crotone, 1574) è stato un vescovo cattolico, poeta, umanista e critico letterario italiano.

## Biografia
Figlio di Antonio Sebastiani, si disse Minturno dall'antico nome del paese natio, Traetto: che poi coincideva con quello della famiglia della nonna materna. Fu avviato alla filosofia da Agostino Nifo; si trasferì a Roma nel 1521 e conciliando sempre più seriamente studi umanistici e poesia volgare, favorì più tardi validamente l'opera della riforma cattolica. Si adoperò perché a Napoli fosse aperto il primo collegio gesuitico. Fatto vescovo di Ugento nel 1559, intervenne al Concilio di Trento: morì vescovo di Crotone nel 1574.
Scrisse in latino e in volgare versi e prose: diede esempi di imitazione di Pindaro in volgare propugnando una riforma della canzone petrarchesca; pubblicò lettere volgari nelle raccolte del tempo; latini sono una Epistola ad Paulum Iovium e un trattatello De officiis Ecclesiae praestandis (Venezia 1564). Il suo contributo alla precettistica letteraria della riforma cattolica si vede bene confrontando il trattato latino De Poëta, pubblicato nel 1559, con il trattato volgare L'Arte Poetica terminato alla fine del Concilio. In quello si concede ancora ai poeti molta libertà; in questo si fa gran conto dei precetti di Aristotele interpretati secondo lo spirito della Chiesa.
Torquato Tasso gli dedicò il dialogo Il Minturno overo de la bellezza.

## Opere
- (LA) Antonio Minturno, Poemata Tridentina, Venetiis, apud Io. Andream Valvassorem, 1564. URL consultato il 28 giugno 2019.
- Antonio Minturno, Rime et prose, Venetia, appresso Francesco Rampazetto, 1559. URL consultato il 28 giugno 2019.
- (LA) Antonio Minturno, De poeta, ad Hectorem pignatellum Vibonensium, libri sex, Venetiis, Apud Franciscum Rampazetum, 1559. URL consultato il 28 giugno 2019.
- Basilii imperatoris romanorum Praecepta ad Leonem filium et imperii collegam. Minturno episcopo Crotoniensi interprete, Neapoli, apud Io. M. Scotum, 1565; Precetti a Leone suo figlio e imperadore, tradotti di greco in volgare dal Minturno vescovo di Crotone, in Napoli, Gio. M. Scotto, 1565.
- L'Arte poetica del Sig. Antonio Minturno, nella quale si contengono i precetti Heroici, Tragici, Comici, Satyrici, e d'ogni altra Poesia. Con la dottrina de' Sonetti, canzoni et ogni sorte de Rime Thoscane, dove s'insegna il modo che tenne il Petrarca nelle sue opere. Et si dichiara a' suoi luoghi tutto quel, che da Aristotele, Horatio et altri autori Greci, e Latini, è stato scritto per ammaestramento di Poeti. Con le postille del dottor Valvassori, non meno chiare, che breui, et due tavole, l'una de' capi principali, l'altra di tutte le cose memorabile. Per Andrea Valvassori, Venezia, 1564. (Ed. facsimile Munich, W. Fink Verlag, 1971).